# 1938年大英帝国运动会
1938年大英帝国运动会是第3届大英帝国运动会。于1938年2月5日至12日在新南威尔士悉尼举行。
共有15个国家或地区参加了运动会。由澳大利亚获得奖牌榜第一位。